# Glacier de Taconnaz
Le glacier de Taconnaz est un glacier de vallée dans le massif du Mont-Blanc sur les communes des Houches et de Chamonix-Mont-Blanc en France dans le département de la Haute-Savoie.

## Toponymie
La terminaison -na de ce toponyme est caractéristique d'un théonyme celte,. Dans la langue gauloise il existe un mot tanco signifiant à la fois « paix, gel, figé ». La guerre était permanente chez les Celtes et la paix était seulement un état temporaire (gel des hostilités). Chez les peuples traditionnels, il était courant de considérer certains lieux emblématiques comme des divinités. Taconnaz pourrait donc signifier « déesse figée » ou « maîtresse du gel ».

## Géographie
Le glacier de Taconnaz se trouve dans le massif du Mont-Blanc, au-dessus de la vallée de Chamonix, entre le glacier des Bossons à l'est et celui du Bourgeat à l'ouest, sous l'aiguille et le dôme du Goûter et au-dessus des hameaux de Taconnaz aux Houches et des Montquarts à Chamonix-Mont-Blanc. Les glaces alimentant le glacier se forment dans un léger cirque glaciaire sur l'ubac du dôme et de l'aiguille du Goûter, à plus de 4 000 mètres d'altitude. Elles s'écoulent vers le nord et s'engouffrent dans une courte vallée délimitée par la montagne de Taconnaz dominée par le Gros Béchar à l'ouest et la montagne de la Côte dominée par le mont Corbeau à l'est ; c'est là que la langue glaciaire porte véritablement le nom de glacier de Taconnaz. Une diffluence issue du glacier des Bossons alimentait le glacier de Taconnaz à la Jonction, sous les Grands Mulets. L'eau de fonte du glacier donne naissance au torrent de Taconnaz qui marque la limite communale entre Chamonix-Mont-Blanc et les Houches et se jette dans l'Arve.
Dans la seconde moitié du XXe siècle, en raison d'une crue du glacier, le cône de déjection du torrent de Taconnaz est aménagé avec des dispositifs paravalanche, les avalanches issues des séracs de la partie terminale du glacier menaçant les habitations et infrastructures situés en contrebas dans la vallée. Avec le retrait du front glaciaire à une altitude supérieure, la menace est désormais moins présente.

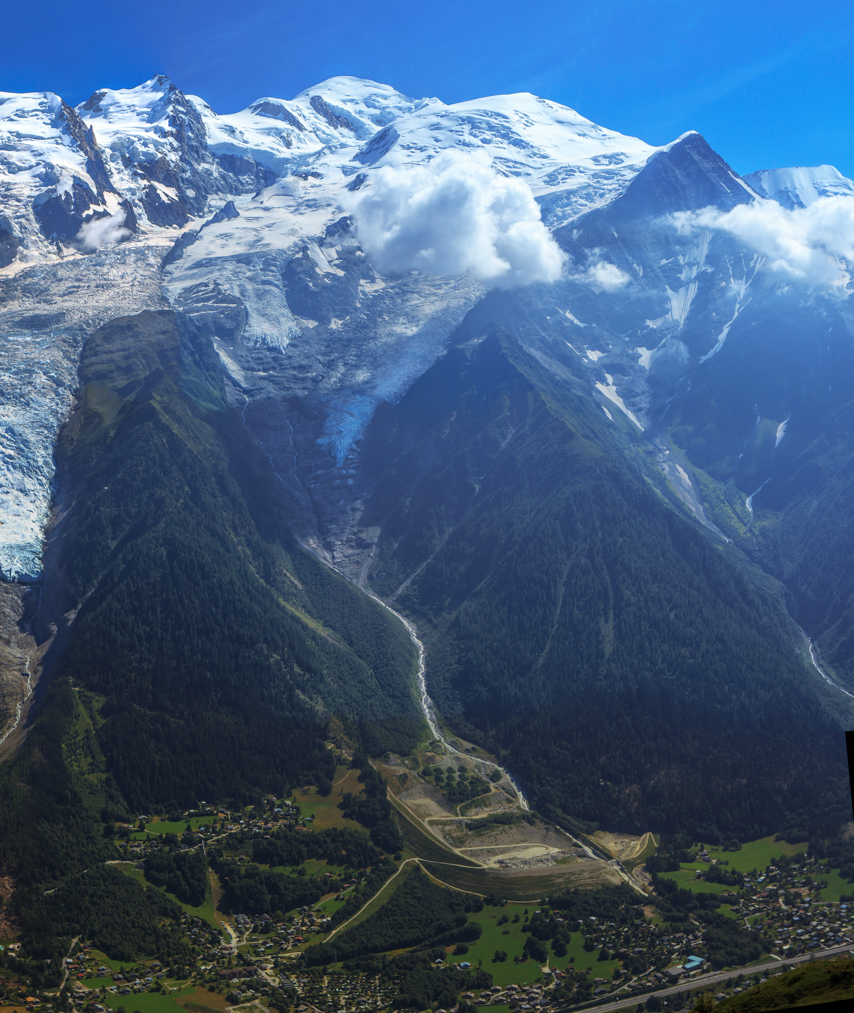
Vue du glacier de Taconnaz depuis le Brévent au nord avec les paravalanches au-dessus des habitations.
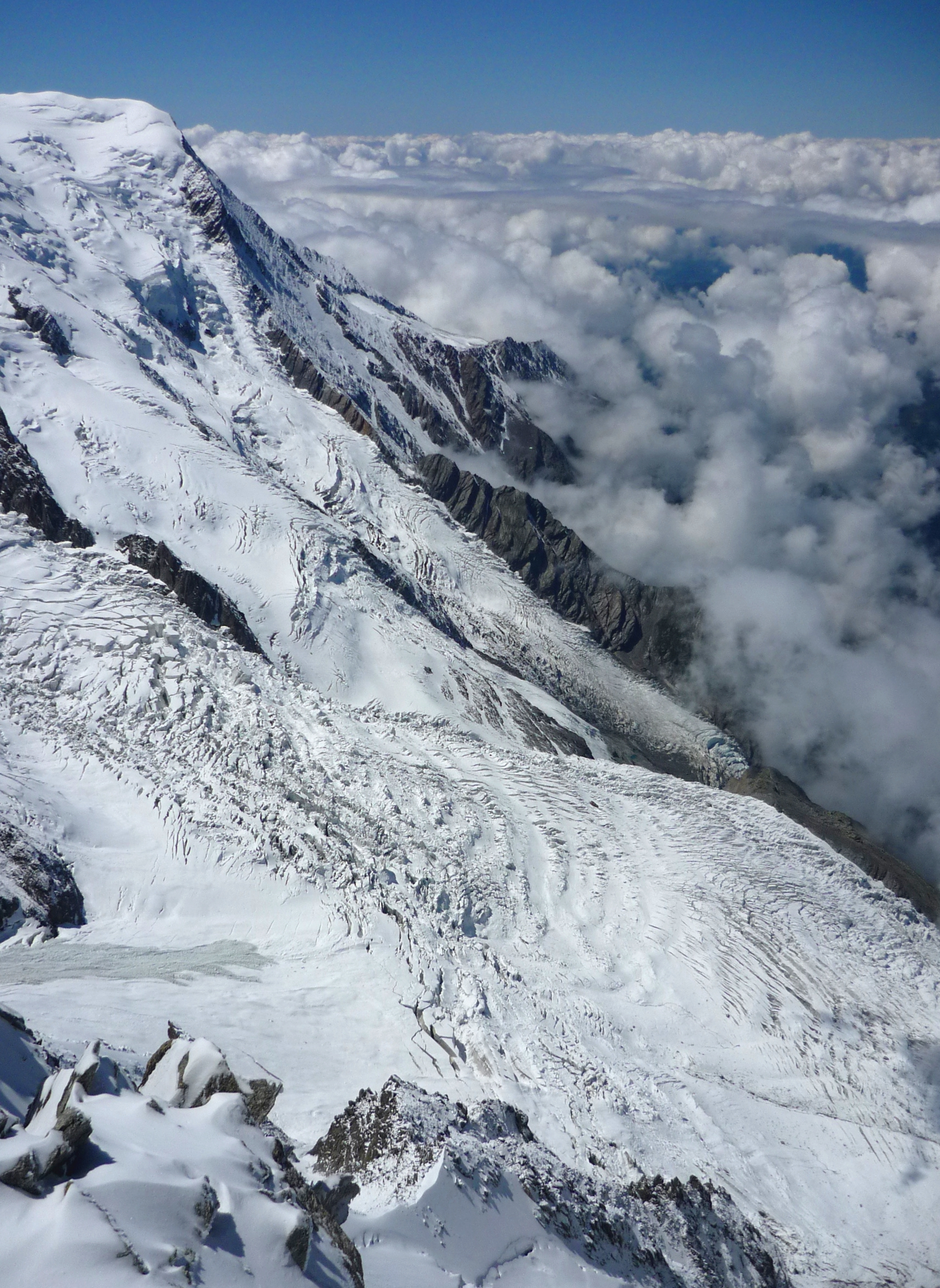
Vue des glaciers des Bossons (premier plan) et de Taconnaz (second plan) depuis l'aiguille du Midi à l'est.